# Jeremy Miller
Jeremy James Miller, más conocido como Jeremy Miller (West Covina, California, 21 de octubre de 1976) es un actor estadounidense. Es conocido interpretar a Ben Seaver en la exitosa serie de televisión Growing Pains de 1985 a 1992. También hizo la voz de Linius van Pelt en Happy New Year, Charlie Brown! junto a Chad Allen.

## Carrera
Miller hizo un papel en Punky Brewster antes de formar parte de Los Problemas Crecen como Ben Seaver, el hijo menor de la familia.
El actor, va a ser parte del elenco de Ghostwriter en PBS. El creador quiso hacerlo un mentor a los miembros más jóvenes del show, pero los productores decidieron que esto no era una idea buena para el espectáculo en tener a un miembro mayor y no lo convocaron después de rodar el piloto, en su lugar estuvo el actor Todd Alexander Cohen. Como un actor, probablemente su marca registrada más reconocible es "Ben Seaver Scream", que puede visto en casi todos los episodios de Growing Pains y durante los créditos de cierre de la película Dickie Roberts: Former Child Star.
Después de Los Problemas Crecen, apareció en la película Milk and Fashion, en la publicidad para McDonald's "Dollar Menunaires" el tiro de promoción para Best Week Ever, una parodia para VH1, y como la estrella del episodio de Hanukkah de 1990 de Shalom Sesame (una versión israelí de Sesame Street). También ha sido visto en Boys & Girls Guide To Getting Down
Apareció en un episodio especial de Where in the World Is Carmen Sandiego?; él y su compañero consiguieron llegar a las rondas finales pero no pudieron ganar el gran premio.
En el episodio de Family Guy "No todos los perros van al cielo", él aparece y trata de convencer a los otros personajes que le compraran una caja de Sudafed, pero una versión animada de su padre de ficción Alan Thicke aparece, con su cuello moviéndose rápidamente, le dice a su hijo "Be-en! ¿Qué tr he dicho sobre el comercio de favores sexuales para Sudafed?"
Él puede ser visto en cuatro películas durante el  2009: Ditching Party, Never Have I Ever, The Fish and Tar Beach.
Durante la promoción de Start Fresh Recovery de Santa Ana, California en abril de 2014, Miller dijo que comenzó a beber alcohol a los cuatro años, afirma que sufrió de abuso de alcohol durante años, hasta que tuvo un implante de Naltrexona que liberó la droga de su sistema.
En 2011, se convirtió en un portavoz de Fresh Start Private Management Inc., la compañía de rehabilitación que administra su tratamiento. Miller registró avisos en la radio con su propia experiencia testimonial, que han transmitido en estaciones de radio en el mercado del sur de California.

## Filmografía
| Año       | Título                                  | Papel            | Notas                         |
| --------- | --------------------------------------- | ---------------- | ----------------------------- |
| 1984      | Punky Brewster                          | Jimmy            | Serie de televisión           |
| 1985      | Deceptions                              | Mark Richards    | Película de televisión        |
| 1985-1992 | Growing Pains                           | Ben Seaver       | Serie de televisión           |
| 1986      | Happy New Year, Charlie Brown!          | Linus van Pelt   | Serie de televisión (Voz)     |
| 1987      | Shalom Sesame                           | Special Guest    | Serie de televisión           |
| 1987      | Emanon                                  | Jason Ballantine |                               |
| 1988      | Snoopy: The Musical                     | Linus van Pelt   | Serie de televisión (Voz)     |
| 1988      | This Is America, Charlie Brown          | Linus Van Pelt   | Miniserie de televisión (Voz) |
| 1990      | The Willies                             | Brad             |                               |
| 1992      | Ghostwriter                             | Craig Mitchell   | Serie de televisión           |
| 1993      | Based on an Untrue Story                | Jackie           | Película de televisión        |
| 2000      | The Growing Pains Movie                 | Ben Seaver       | Película de televisión        |
| 2003      | Dickie Roberts: Former Child Star       | Jeremy Miller    |                               |
| 2004      | Growing Pains: Return of the Seavers    | Ben Seaver       | Película de televisión        |
| 2006      | Von's Room                              | Guest            | Serie de televisión           |
| 2007      | Milk and Fashion                        | Jack             |                               |
| 2009      | Star-ving                               | Jeremy Miller    | Serie de televisión (Voz)     |
| 2009      | Never Have I Ever                       | Glenn Brandis    |                               |
| 2010      | Ditching Party                          | Jim              |                               |
| 2013      | 8-Bit Animal Playhouse with Jason Mewes | The Engineer     | Serie de televisión           |
| 2014-2015 | The Comeback Kids                       | Jeremy Miller    | Serie de televisión           |
| 2015      | The Comeback Kids (Preproducción)       | Bart Fitzpatrick |                               |

## Vida privada
Aproximadamente a los 14 años, Miller recibió numerosas cartas de un acosador mayor durante la racha de Growing Pains.
El actor asistió a la Universidad del Sur de California durante un año. Está casado con Joanie y tiene tres hijastros.